# Lunger + Södra Lunger
Lunger + Södra Lunger is een småort in de gemeente Arboga in het landschap Närke en de provincie Västmanlands län in Zweden. Het småort heeft 143 inwoners (2005) en een oppervlakte van 67 hectare. Het småort bestaat uit de zo goed als aan elkaar vast gegroeide plaatsjes Lunger en Södra (zuid) Lunger.